# Palúdzka
Palúdzka (hongrois : Kispalugya) est un village historique, autrefois indépendant, qui est englobé depuis 1960 dans la ville de Liptovský Mikuláš, district de Liptovský Mikuláš, dans la région de Žilina en Slovaquie.

## Histoire
Le village est mentionné pour la première fois en 1273 sous le nom de Polugia Minor, puis en 1286 sous celui de Polughea minor et en 1353 comme Kys Palugyai. Il appartient à partir de 1283, et jusqu'en 1848, à la famille Palugyay qui y construit au XVIIIe siècle un château de style classique. En 1598, le village de Kispalugya comprend sept manoirs de villégiature et 18 maisons. En 1784, 636 personnes y vivent dans 66 maisons, dont des agricutleurs et un maître tanneur avec des salariés. En 1796, la population est composée de 165 catholiques, de 669 protestants et de 6 juifs. En 1910, la population s'élève à 1114 habitants, majoritairement slovaques, avec une très importante minorité hongroise. À la suite du traité de Trianon en 1920, le royaume de Hongrie perd, entre autres, la Slovaquie. Il est joint à la ville de Liptovský Mikuláš (Liptószentmiklós en hongrois) en 1960.

## Personnalités liées
- Imre Palugyai, conseiller du roi, écrivain, évêque de l'Archidiocèse de Košice (1830-1839) puis évêque de Nitra (1838-1858), y est né le 31 octobre 1780.
- János Janik, colonel de l'armée hongroise lors de la Révolution hongroise de 1848, y est né le 18 février 1797.
- Ernő Massány, météorologue astronome et expert en aviation, y a séjourné en novembre 1878.
- Kern Péter Gyula, peintre, y est né en 1881.
- Farkas Palugyay et Miklós Palugyay, tous deux producteurs de cinéma, y sont nés respectivement en 1898 et en 1900.
- Imre Palugyai, statisticien, historien juridique, conseiller du roi à Pest et membre de l'Académie hongroise des sciences, y est mort dans le 7 décembre 1866.
- Pavel Vilikovský, écrivain, traducteur et journaliste slovaque y est né le 27 juin 1941, et mort à Bratislava le 11 février 2020.
- Július Filo (sk), docteur puis professeur en théologie, évêque général de l'Église évangélique de la confession d'Augsbourg en Slovaquie, y est né le 17 décembre 1950.